# Вільхівцівська сільська рада
| Вільхівцівська сільська рада — орган місцевого самоврядування у Городенківському районі Івано-Франківської області з адміністративним центром у с. Вільхівці. Утворена 25 грудня 1992 року. Сільській раді підпорядковані населені пункти: - с. Вільхівці — населення 628 ос.; площа 10,840 км²; засн. в 1449 році. |

## Склад ради
Рада складається з 14 депутатів та голови.

### Керівний склад ради
| ПІБ                    | Основні відомості                                                             | Дата обрання | Дата звільнення |
| ---------------------- | ----------------------------------------------------------------------------- | ------------ | --------------- |
| Власій Іван Петрович   | Сільський голова, 1948 року народження, освіта, безпартійний                  | 26.03.2006   | 31.10.2010      |
| Буряк Ярослав Іванович | Сільський голова, 1965 року народження, освіта середня загальна, безпартійний | 31.10.2010   |                 |

Примітка: таблиця складена за даними джерела